# Gänglesee
Der Gänglesee liegt im Rätikon auf 1302 m ü. M. Höhe in der Nähe des Weilers Steg, der zur Gemeinde Triesenberg in Liechtenstein gehört. Er wird vom Valünerbach durchflossen. Direkt an den Gänglesee schliesst sich der Stausee Steg an, für den er als Schlammsammler dient. Im Bergsee kann gebadet werden, und am Ufer gibt es Grillplätze.

## Lage
| \| \| |
|       |

Lage des Gänglesees im Rätikon (links)
und in Liechtenstein (rechts in der Box).